# Мичин, Петар
Пе́тар Ми́чин (серб. Петар Мићин; род. 29 сентября 1998, Нови-Сад) — сербский футболист, полузащитник луганской «Зари».

## Карьера
Петар Мичин является воспитанником футбольного клуба «Войводина» из родного города — Нови-Сад. В 2017 году был в аренде в любительском клубе «Црвена Звезда» (Нови-Сад), где регулярно выходил на поле. Дебют же в основе красно-белых состоялся 21 июля 2017 года в стартовом туре чемпионата. Петар вышел на поле с первых минут встречи и был заменён на 79-й минуте.